# Groepsimmuniteit

Het bovenste vak toont een uitbraak in een gemeenschap waarin een paar mensen besmet zijn (weergegeven in rood) en de rest gezond maar niet geïmmuniseerd is (weergegeven in blauw); de ziekte verspreidt zich vrij door de bevolking.
Het middelste vak toont een populatie waar een klein aantal is geïmmuniseerd (in geel weergegeven); degenen die niet geïmmuniseerd zijn, worden geïnfecteerd, terwijl degenen die geïmmuniseerd zijn dat niet worden.
In het onderste vak is een groot deel van de bevolking geïmmuniseerd; dit voorkomt dat de ziekte zich aanzienlijk verspreidt, ook bij niet-geïmmuniseerde mensen. In de eerste twee voorbeelden raken de meeste gezonde niet-geïmmuniseerde mensen besmet, terwijl in het onderste voorbeeld slechts een kwart van de gezonde niet-geïmmuniseerde mensen besmet raakt: er is dan sprake van "groepsimmuniteit".

Groepsimmuniteit, kudde-immuniteit of collectieve immuniteit is een vorm van indirecte bescherming tegen infectieziektes die wordt bereikt doordat een groot deel van een populatie immuun is voor een infectie en deze zich niet of moeilijk kan verspreiden. Tussen een besmet individu en nog niet immune mensen (of dieren) bevindt zich als het ware een buffer van individuen die de infectie niet kunnen overdragen.

## Methoden
Groepsimmuniteit kan ontstaan doordat een groot deel van de individuen in de populatie immuniteit heeft opgebouwd door het aanmaken van antilichamen en T-cellen na te zijn  gevaccineerd of na geïnfecteerd te zijn geweest.

## Vaccinatie
Doel van een vaccinatieprogramma is het bereiken van een  effectief reproductiegetal dat kleiner is dan 1 (R < 1). Om de volledige populatie te beschermen, hoeven niet alle individuen gevaccineerd te zijn. Vanaf een bepaalde vaccinatiegraad kan een ziekteverwekker zich niet gemakkelijk vanuit een besmettingsbron verspreiden in een populatie. Vaccinatie werpt dus een dam op tegen de verspreiding van een ziekte. Bij ziekte-uitbraken van bijvoorbeeld varkenspest of mond-en-klauwzeer kan men lokaal overgaan tot ringvaccinatie, ook een vorm van het opwerpen van een dam.
Geen vaccin biedt volledige bescherming, maar de verspreiding van de ziekte van mens op mens is veel groter bij diegenen die niet gevaccineerd blijven. Bij de volksgezondheid betrokkenen proberen groepsimmuniteit te bereiken in de meeste populaties. Dit wordt bemoeilijkt wanneer grootschalige vaccinatie niet mogelijk is of wordt afgewezen door een deel van de bevolking. In Nederland wordt groepsimmuniteit in sommige gebieden mogelijk niet bereikt voor sommige besmettelijke ziekten, waaronder kinkhoest, mazelen en bof, onder andere doordat een deel van de ouders hun kinderen niet tegen deze ziekten laten vaccineren.

## Groepsimmuniteitsdrempel
Het aandeel van de immune individuen in een populatie waarboven een ziekte zich niet lang kan blijven verspreiden is de groepsimmuniteitsdrempel. De waarde hiervan varieert met het basaal reproductiegetal R0 van de ziekte. 
| Ziekte        | Overdracht      | R0    | drempel  |
| ------------- | --------------- | ----- | -------- |
| Difterie      | Speeksel        | 6-7   | 85%      |
| Mazelen       | Lucht           | 12-18 | 83 - 94% |
| Bof           | Druppeltjes     | 4-7   | 75 - 86% |
| Kinkhoest     | Druppeltjes     | 12-17 | 92 - 94% |
| Poliomyelitis | Fecaal-oraal    | 5-7   | 80 - 86% |
| Rodehond      | Druppeltjes     | 5-7   | 80 - 85% |
| Waterpokken   | Sociaal contact | 6-7   | 83 - 85% |
| Covid-19      | Lucht, speeksel | 2-3   | 70 - 90% |